# Panel solar de tubos de vacío

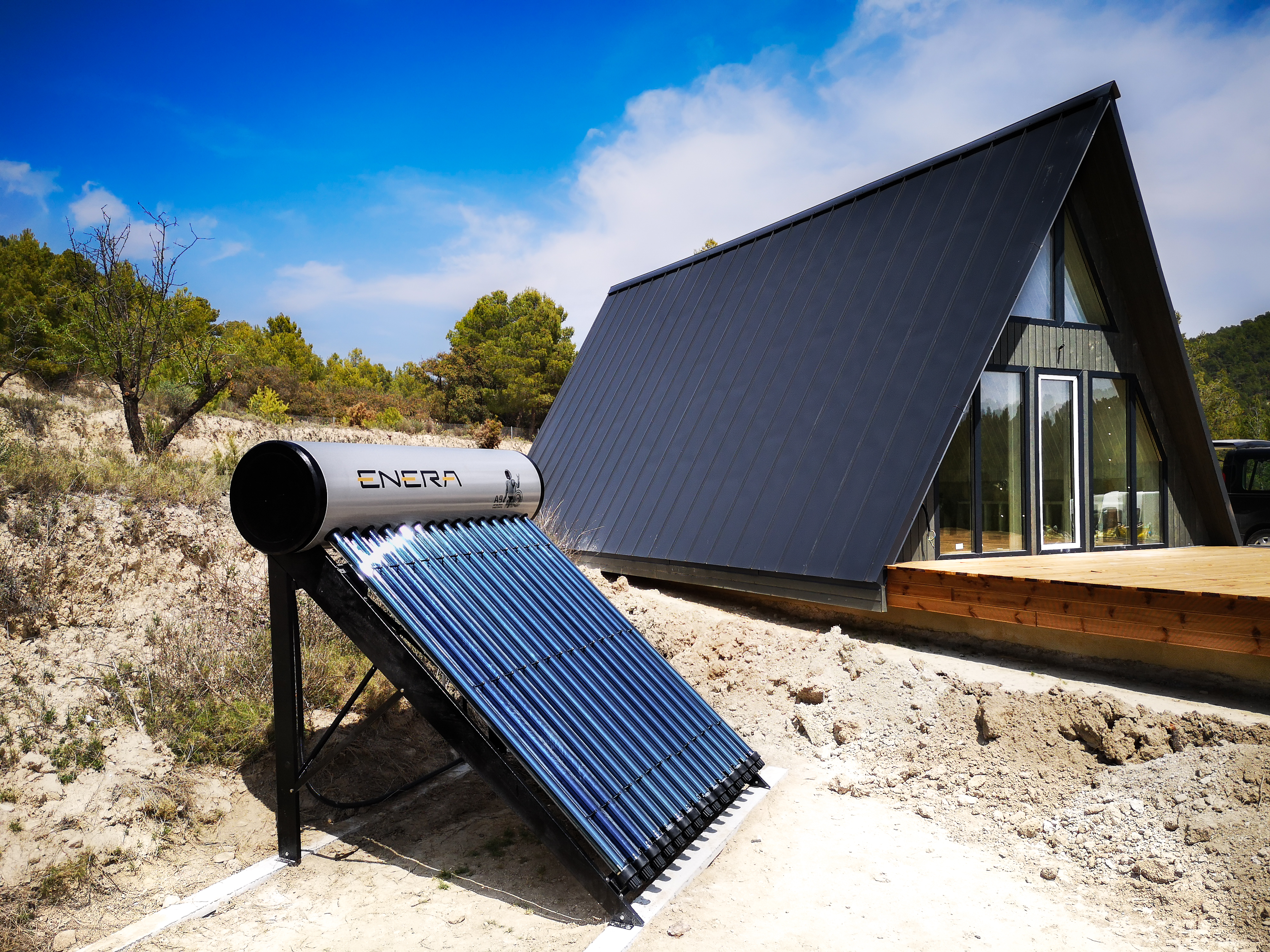
Panel solar de tubos de vacío instalado sobre suelo.

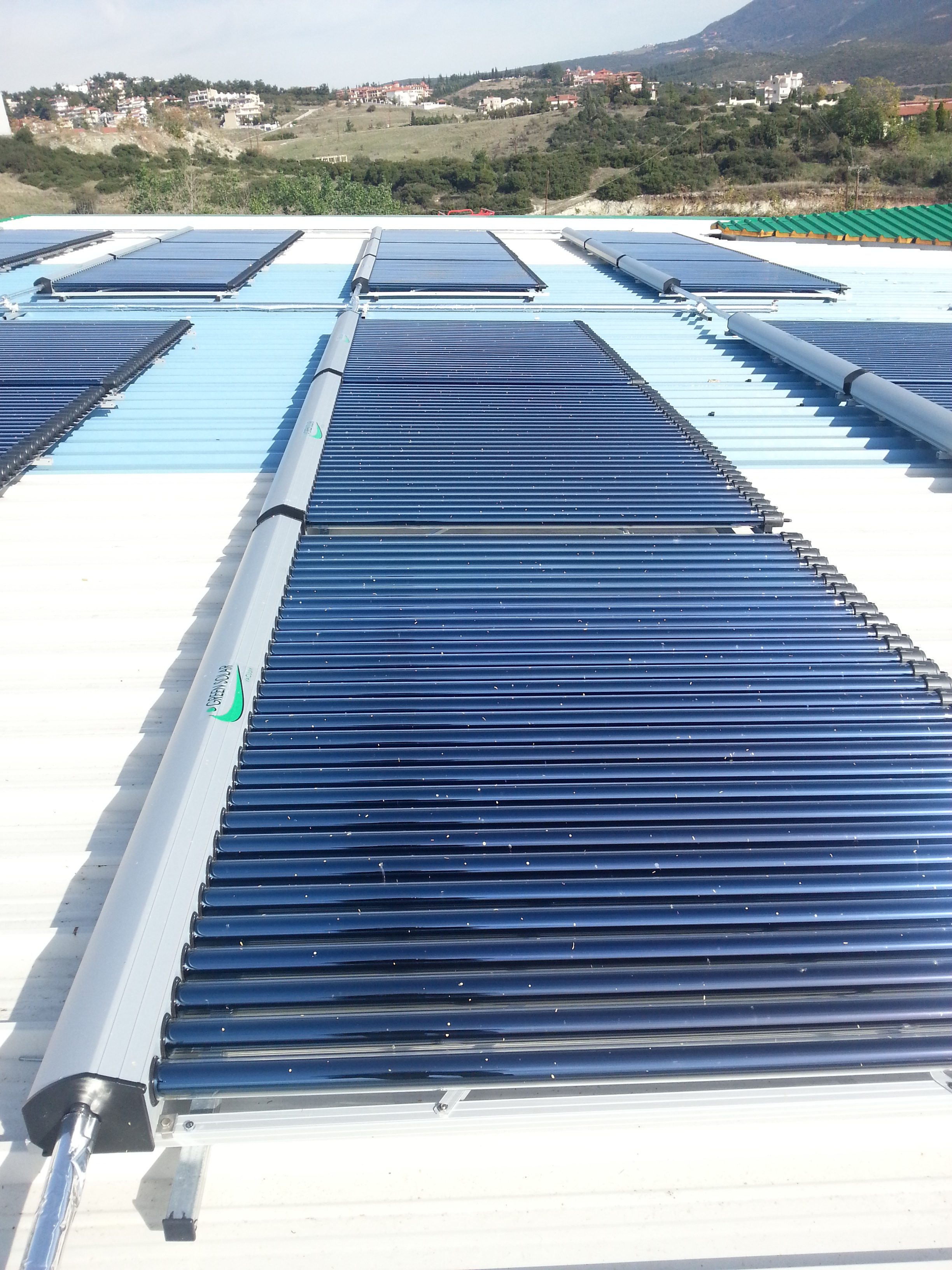
Un sistema de paneles solares de tubos de vacío.

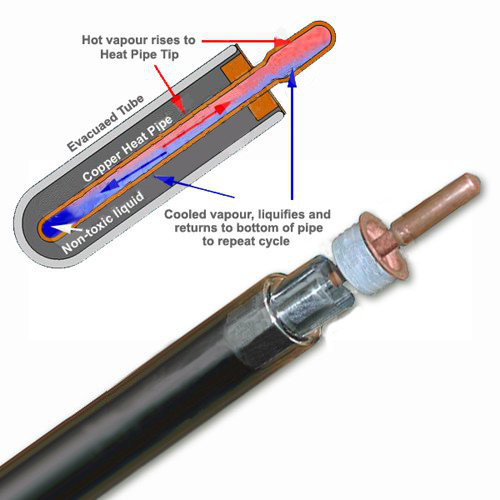
Detalle del interior en un panel solar de tubos de vacío.

Un panel solar de tubos de vacío es un tipo de colector solar que aprovecha la energía solar térmica, formado por colectores lineales alojados en tubos de vidrio al vacío. El panel tiene estructura de peine, con un mástil que conduce el fluido caloportador, y una serie de tubos a modo de púas donde se produce la captación de la radiación solar.

## Concepto
La diferencia entre colectores planos y de tubos de vacío consiste fundamentalmente en el tipo de aislamiento: en los colectores planos existen pérdidas por convección, mientras que en los tubos, al estar aislados al vacío, estas pérdidas se reducen a valores en torno a un 5%, que suponen hasta un 35% menos con respecto a los paneles planos, lo que permite incrementar el rendimiento de forma notable, anunciándose incluso aumentos de 150% frente a los colectores planos.

## Características
Los paneles de tubos suelen incorporar una placa inferior reflectante por debajo del plano de los tubos, de manera que puedan aprovechar su forma cilíndrica para absorber la energía reflejada en la placa. En general, los tubos son más eficientes en días fríos, ventosos o nubosos, donde la concentración y el aislamiento de la superficie captadora presenta ventajas sobre la mayor superficie captadora de los paneles planos.
Los tubos de vacío están compuestos por un doble tubo de vidrio, entre cuyas paredes se hace un vacío muy elevado (en torno a 0,005 pa), y el vidrio interior suele llevar un tratamiento a base de metal pulverizado para aumentar la absorción de radiación. Las dimensiones de los tubos son similares a las de un tubo fluorescente; en torno a los 60mm de diámetro y 180cm de largo.

## Tipologías
Actualmente existen tres esquemas generales de tubos de vacío: los colectores de flujo directo, los de flujo indirecto o heat-pipe y los de flujo indirecto sin tubo de cobre "heat-pipe".

### Flujo directo
El tubo de vacío de flujo directo fue el primero en desarrollarse, y su funcionamiento es idéntico al de los colectores solares planos, en donde el fluido caloportador circula por el tubo expuesto al sol, calentándose a lo largo del recorrido. Es el sistema más eficiente de captación solar. Se colocan los distintos tubos en serie. La desventaja es que si se rompe uno de los tubos hay que cerrar la instalación, o aquella parte que esté en serie.

### Heat-pipe
El concepto heat-pipe es una evolución del tubo de flujo directo que trata de eliminar el problema del sobrecalentamiento, presente en los climas más calurosos. En este sistema, se utiliza un fluido que se evapora al calentarse, ascendiendo hasta un intercambiador ubicado en el extremo superior del tubo. Una vez allí, se enfría y vuelve a condensarse, transfiriendo el calor al fluido principal. Este sistema presenta una ventaja en los veranos de los climas cálidos, pues una vez evaporado todo el fluido del tubo, éste absorbe mucho menos calor, por lo que es más difícil que los tubos se deterioren o estallen. También presenta la ventaja de perder menos calor durante la noche, pues la transferencia de calor, a diferencia de los tubos de flujo directo, solo se produce en una dirección.
El sistema de flujo indirecto obliga a una inclinación mínima de los tubos en torno a los 15º para permitir la correcta circulación del fluido. Este sistema es 166% más eficiente que las placas planas tradicionales con serpentín de cobre.

### Sinheat-pipe
La diferencia entre este y el modelo con heat-pipe, es la utilización exclusivamente de cristal, sin la utilización de cobre como el modelo Heat-Pipe, lo que hace reducir sus costos de fabricación enormemente, así como en caso de mantenimiento. Además llegan a ser 196% más eficientes que las placas solares planas (con serpentín) y 30% más eficientes que los tubos de vacío con Heat-Pipe o tubo de cobre.

## Ventajas y desventajas
Los tubos de vacío, en comparación con los colectores planos, suponen un avance en la captación de calor en condiciones desfavorables (precisamente cuando más se necesita el calor). Los costos de fabricación son mucho menores que las placas tradicionales planas, ya que son fabricados al 100% en cristal borosilicato, al contrario que los colectores planos que al ser fabricados en cobre, son más caros.
Desde otro punto de vista, una ventaja añadida de los tubos es su mayor versatilidad de colocación, tanto desde el punto de vista práctico como estético, pues al ser cilíndricos, toleran variaciones de hasta 25º sobre la inclinación idónea sin pérdida de rendimiento, lo que permite adaptarlos a la gran mayoría de las edificaciones existentes. A esto hay que añadir la menor superficie necesaria que precisan los tubos, además por su forma cilíndrica también son 196% más eficientes, ya que reciben los rayos solares perpendicularmente durante todo el día, al contrario que los colectores planos que solo son efectivos cuando tienen el sol perpendicularmente.